# Farfarello

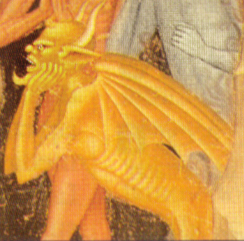
Diavolo, Andrea di Bonaiuto, dettaglio degli affreschi nel Cappellone degli Spagnoli, Santa Maria Novella, Firenze

Farfarello è un diavolo inventato da Dante Alighieri, che lo inserisce tra i Malebranche, la diabolica truppa di demoni protagonista di un curioso episodio dell'Inferno (Canti XXI, XXII e XXIII). Essi creano con le loro grottesche figure una parentesi dallo stile tipicamente comico che è molto rara nell'opera dantesca e rappresenta una preziosissima testimonianza di come il grande poeta sapesse adattare con duttilità la sua poesia ai più svariati generi.
Il suo nome è l'unico documentato anteriormente a Dante, come nome di diavolo in leggende, novelle o mascherate carnevalesche, ed è probabilmente correlato alla parola folletto (dall'arabo farfar). Nel francese antico esiste anche la parola farfadet e nel toscano fanfanicchio di significato simile. Nel dialetto calabrese (di area catanzarese) si indica col nome di Farfariadu un vento del Sud che porta scompiglio. 
Egli viene chiamato da Malacoda, il capo di questo gruppo di diavoli, tra la decina di diavoli per la scorta che egli assegna a Dante e Virgilio per il passaggio della bolgia dei barattieri (puniti tramite immersione nella pece bollente) alla ricerca di un nuovo ponte da attraversare, dopo aver scoperto che quello più diretto era crollato, che, si scoprirà solo alla fine del XXIII Canto, in verità non esiste.
che stralunava li occhi per fedire,

disse: "Fatti 'n costà, malvagio uccello!".»
(XXII, vv. 94-96)
Nell'episodio Farfarello è protagonista di una sola terzina: Sta parlando Ciampolo di Navarra, barattiere appena pescato nella pece bollente, quando egli si interrompe perché impaurito dallo sguardo stralunato, follemente minaccioso di Farfarello come se stesse per fedire cioè ferire con il raffio, l'uncino di dotazione dei diavoli. Farfarello però viene subito allontanato dal gran proposto della truppa, Barbariccia, che lo scaccia chiamandolo "malvagio uccello".
Farfarello comparve secoli dopo nelle Operette morali di Giacomo Leopardi nel Dialogo di Malambruno e di Farfarello.
Farfarello compare inoltre nella poesia "Ninna nanna della guerra" del 1914 di Trilussa, dove sta ad indicare un diavoletto fiabesco.
Si trova citato anche in Il giorno della civetta di Sciascia, in un'espressione proverbiale ("e mandano uno che ha il fuoco di Farfarello").
Questo demone è anche citato nell'antica canzone napoletana Lo guarracino ad indicare che il personaggio in questione andò in tutte le furie:
Quanno lo 'ntise lo poveriello
se lo pigliaje Farfariello
[...]